# Антенор
Вижте пояснителната страница за други значения на Антенор.
Антенор (на старогръцки: Ἀντήνωρ, Antenor) в гръцката митология е цар в Тракия. Той е син на дарданеца Есиетес и Клеоместра.
Той е женен за принцеса Теано, жрица на Атина в Троя, дъщеря на цар Кисей в Западна Тракия и Телеклея, дъщеря на цар Ил, основателят на Троя.
Според Омир той е най-мъдрият от троянците и приема Агамемнон и Одисей преди избухването на Троянската война. С него Приам отива да уговори примирие между двата народа и за да се прекрати войната предлага двубой между Парис и Менелай.
Антенор предлага да предат Хубавата Елена. По времето на изгарянето на Троя, Агамемнон не изгаря неговата къща, която имала знак една пантерска кожа.
След това той основава нов град върху останките на старата Троя или тръгва със своите синове (между тях Главк) с Менелай и остава в Кирена. Според римски сведения той води изгонените от Пафлагония хенети (венети) в Италия на устието на По и основава Патавиум (Падуа).
Той е баща на 11 сина, седем от които са убити в Троянската война. Между тях:
- от Теано: Агенор, Акамант, Лаокоон, (Лаодам), Акастос, Агесандър, Демолеон, Ификратес, Хеликаон, Архелох
- от непозната: Лаодика, Полиб, Крино